# Österreichische Handballmeisterschaft 2010/11
Die 50. Saison der Österreichischen Handballmeisterschaft begann im August 2010 und endete im Juni 2011. Der amtierende Meister der Saison 2009/10 A1 Bregenz konnte den Titel nicht verteidigen. Meister wurden die Aon Fivers Margareten. Alle Mannschaften schafften den Klassenerhalt.

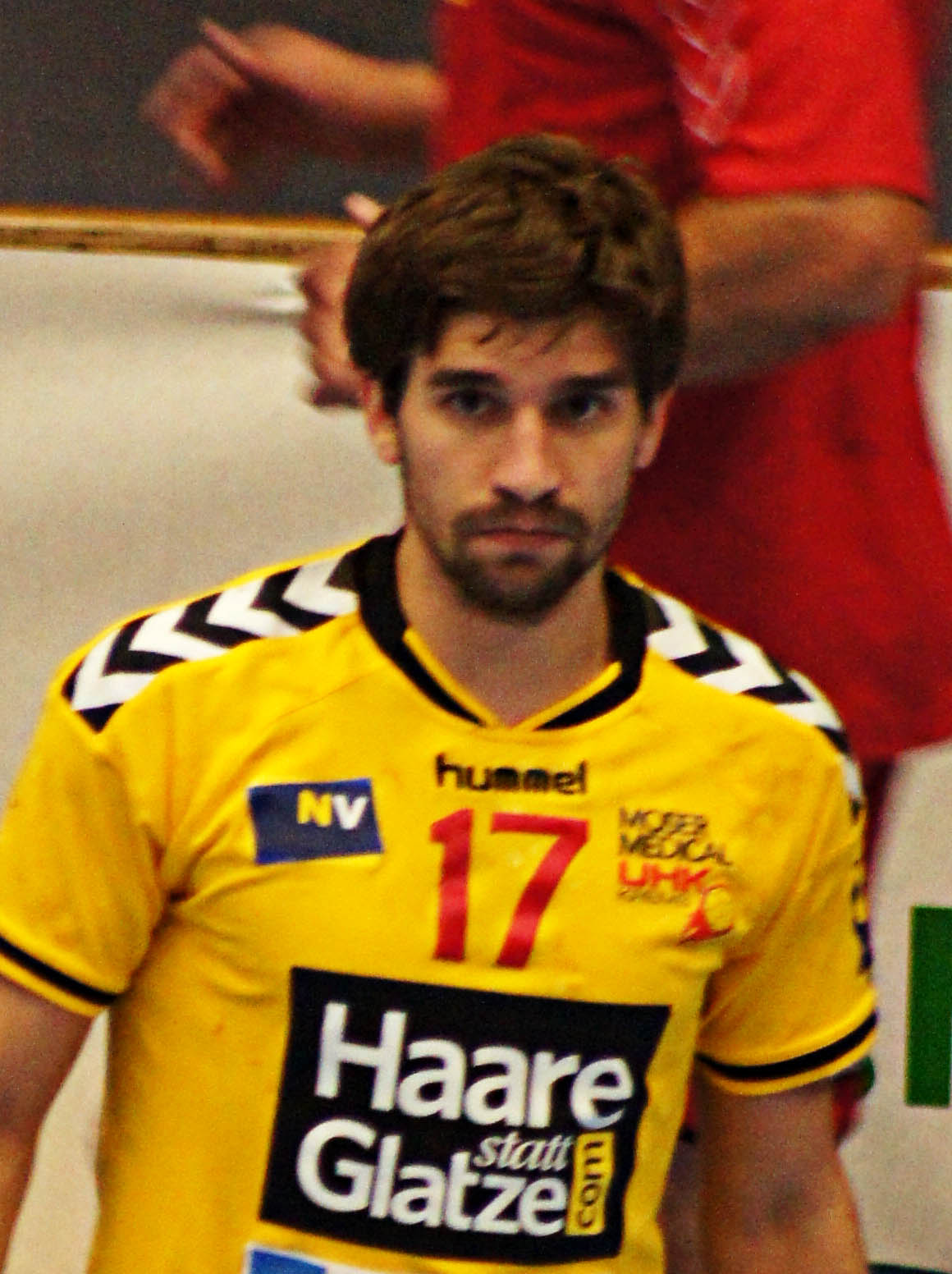
Tobias Schopf Torschützenkönig des Grunddurchgangs 2010/11

## Handball Liga Austria
In der höchsten Spielklasse, der HLA, sind zehn Teams vertreten.
Die Meisterschaft wurde in mehrere Phasen gegliedert. In der Hauptrunde spielten alle Teams eine einfache Hin- und Rückrunde gegen jeden Gegner. Danach wurde die Liga in zwei Gruppen geteilt.
Die ersten sechs Teams spielten in der weiteren Hin- und Rückrunde um den Einzug ins HLA-Halbfinale, während die letzten vier Teams gegen die besten vier Mannschaften der zweithöchsten Spielklasse um den Klassenerhalt kämpfen mussten.

### Grunddurchgang HLA
|     | Verein                          | R  | S  | U | N  | Tore    | Diff. | Punkte |
| --- | ------------------------------- | -- | -- | - | -- | ------- | ----- | ------ |
| 1.  | UHK Krems                       | 18 | 11 | 5 | 2  | 547:481 | +66   | 27:9   |
| 2.  | Aon Fivers Margareten           | 18 | 12 | 3 | 3  | 613:561 | +52   | 27:9   |
| 3.  | A1 Bregenz (M)                  | 18 | 12 | 2 | 4  | 570:505 | +65   | 26:10  |
| 4.  | Alpla HC Hard                   | 18 | 12 | 2 | 4  | 556:497 | +59   | 26:10  |
| 5.  | ULZ Schwaz                      | 18 | 9  | 2 | 7  | 502:488 | +14   | 20:16  |
| 6.  | HC Linz AG                      | 18 | 9  | 0 | 9  | 489:492 | −3    | 18:18  |
| 7.  | HIT medalp Tirol                | 18 | 7  | 3 | 8  | 510:528 | −18   | 17:19  |
| 8.  | SG Handball West Wien           | 18 | 3  | 3 | 12 | 519:563 | −44   | 9:27   |
| 9.  | HSG Raiffeisen Bärnbach/Köflach | 18 | 2  | 1 | 15 | 460:546 | −86   | 5:31   |
| 10. | Union Leoben                    | 18 | 2  | 1 | 15 | 489:594 | −105  | 5:31   |

| Legende | Legende                    |
| ------- | -------------------------- |
|         | Meister-Playoff            |
|         | Abstiegs-Playoff           |
| (M)     | Meister der letzten Saison |

### Torschützenliste Grunddurchgang
| Platzierung | Spieler              | Verein                         | Spielklasse | Tore | 7-Meter | Feldtore |
| ----------- | -------------------- | ------------------------------ | ----------- | ---- | ------- | -------- |
| 1           | Tobias Schopf        | UHK Krems                      | HLA         | 138  | 36      | 102      |
| 2           | Romas Kirveliavičius | Handballclub Fivers Margareten | HLA         | 126  | 0       | 126      |
| 3           | Krešimir Maraković   | ULZ Schwaz                     | HLA         | 114  | 24      | 90       |
| 3           | Lucas Mayer          | Bregenz Handball               | HLA         | 114  | 0       | 114      |
| 5           | Andrius Račkauskas   | HIT medalp Tirol               | HLA         | 107  | 21      | 86       |
| 6           | Ibish Thaqi          | Handballclub Fivers Margareten | HLA         | 101  | 43      | 58       |
| 7           | Povilas Babarskas    | HIT medalp Tirol               | HLA         | 100  | 23      | 77       |
| 8           | Vedran Banic         | Bregenz Handball               | HLA         | 96   | 27      | 69       |
| 9           | Patricio Martinez    | SG Handball West Wien          | HLA         | 94   | 43      | 51       |
| 10          | Raul Santos          | Union Leoben                   | HLA         | 93   | 3       | 90       |

### Meister-Playoff
|    | Verein                | R  | S | U | N | Tore    | Diff. | Punkte |
| -- | --------------------- | -- | - | - | - | ------- | ----- | ------ |
| 1. | Aon Fivers Margareten | 10 | 7 | 0 | 3 | 307:271 | +36   | 18:6   |
| 2. | UHK Krems             | 10 | 6 | 1 | 3 | 306:272 | +34   | 18:7   |
| 3. | A1 Bregenz (M)        | 10 | 6 | 0 | 4 | 282:288 | −6    | 15:8   |
| 4. | Alpla HC Hard         | 10 | 5 | 1 | 4 | 271:280 | −9    | 13:9   |
| 5. | HC Linz AG            | 10 | 3 | 0 | 7 | 271:284 | −13   | 6:14   |
| 6. | ULZ Schwaz            | 10 | 2 | 0 | 8 | 253:295 | −42   | 5:16   |

### HLA-Halbfinale
| Verein                | Tore  | Verein                |  |
| --------------------- | ----- | --------------------- |  |
| Aon Fivers Margareten | 25:23 | Alpla HC Hard         |  |
| UHK Krems             | 28:31 | A1 Bregenz            |  |
| Alpla HC Hard         | 25:24 | Aon Fivers Margareten |  |
| A1 Bregenz            | 28:26 | UHK Krems             |  |
| Aon Fivers Margareten | 26:24 | Alpla HC Hard         |  |

### HLA-Finale (Best of three)
| Verein                | Tore  | Verein                |  |
| --------------------- | ----- | --------------------- |  |
| Aon Fivers Margareten | 31:25 | A1 Bregenz            |  |
| A1 Bregenz            | 29:27 | Aon Fivers Margareten |  |
| Aon Fivers Margareten | 30:26 | A1 Bregenz            |  |

### HLA-Endstand
| Legende | Legende                         |
| ------- | ------------------------------- |
|         | EHF Champions League            |
|         | EHF-CUP                         |
|         | EHF Europapokal der Pokalsieger |
|         | EHF Challenge Cup               |
| (M)     | Meister der letzten Saison      |

### Aufstiegs-Playoff
|    | Verein                          | R     | S  | U | N  | Tore    | Diff. | Punkte |
| -- | ------------------------------- | ----- | -- | - | -- | ------- | ----- | ------ |
| 1. | HIT medalp Tirol                | 14/14 | 10 | 1 | 3  | 406:345 | +61   | 21:7   |
| 2. | SG Handball West Wien           | 14/14 | 10 | 1 | 3  | 410:371 | +39   | 21:7   |
| 3. | Union Leoben                    | 14/14 | 9  | 1 | 4  | 426:375 | +51   | 19:9   |
| 4. | HSG Raiffeisen Bärnbach/Köflach | 14/14 | 8  | 1 | 5  | 388:352 | +36   | 17:11  |
| 5. | Shoppingcity Seiersberg         | 14/14 | 8  | 1 | 5  | 396:368 | +28   | 17:11  |
| 6. | Sc Ferlach/T.                   | 14/14 | 5  | 1 | 8  | 374:421 | −47   | 11:17  |
| 7. | Union St. Pölten                | 14/14 | 3  | 0 | 11 | 378:437 | −59   | 6:22   |
| 8. | UHC Stockerau                   | 14/14 | 0  | 0 | 14 | 321:430 | −109  | 0:28   |

| Legende | Legende             |
| ------- | ------------------- |
|         | Handball-Bundesliga |